# 케이씨텍
케이씨텍(영어: KCTech Co. Ltd.)은 대한민국의 반도체 및 디스플레이 전공정 소재 및 장비 기업이다.

## 사업
반도체 세정장비와 반도체 미세화 공정에 쓰이는 평탄화(CMP) 장비, 평탄화 소재를 생산한다. HBM 제품 생산 공정에 필수인 화학기계적연마(CMP) 장비를 국내에서 유일하게 개발하였다. 회사 매출에서 반도체 장비와 CMP 슬러리의 비중이 80%에 달한다.

## 참고문헌
1. ↑  “김경민, 하나증권 종목분석보고서-케이씨텍” (PDF). 《하나증권》. 2019년 8월 16일. 2025년 4월 23일에 확인함.
2. ↑  “윤종학, 케이씨텍, 반도체 소재장비 국산화정책에 힘입어 사업기회 넓어져”. 《비즈니스포스트》. 2019년 10월 6일. 2025년 4월 23일에 확인함.
3. ↑  “배요한, 케이씨텍, 고성능 HBM 반도체 수요 급증…국내유일 CMP 장비 개발 수혜”. 《뉴스핌》. 2023년 8월 8일. 2025년 4월 23일에 확인함.
4. ↑  “박상철, 케이씨텍, 사상 최대매출 기대…“저평가 해소 필요””. 《인포스톡데일리》. 2022년 3월 31일. 2025년 4월 23일에 확인함.
5. ↑  “케이씨텍, 특허 3건 무효화...에스비테크 반격에 속수무책”. 《디일렉》. 2024년 1월 8일. 2025년 4월 23일에 확인함.